# Мирослав Пецарски
Мирослав Пецарски (Кикинда, 21. март 1967) је бивши српски кошаркаш. Играо је на позицији центра. 

## Kаријера
Пецарски је студирао на универзитету Марист (1984–1987), где је чинио центарски тандем са познатим НБА играчем Риком Смитсом, са којим је остао добар пријатељ. Након колеџа дошао је у Партизан 1987. године. Са црно-белима је играо на фајнал-фору Купа Европских шампиона 1988. у Генту и освојио Куп Кораћа 1989. и куп Југославије 1989.
Након тога 1991. године одлази у Грчку. Тамо је узео грчко држављанство и наступао под именом Miroslav Mylonas. Наступао је за Арис, Панатинаикос и Паниониос. Са Панатинаикосом је освојио Евролигу у сезони 1995/96. Након одласка из Грчке играо је за италијански Канту, француски Шоле а каријеру је завршио 2000. у шпанском Хихону.

## Успеси

### Клупски
- Партизан:
  - Куп Кораћа (1): 1988/89.
  - Куп Југославије (1): 1989.

- Арис:
  - ФИБА Европски куп (1): 1992/93.
  - Куп Грчке (1): 1992.

- Панатинаикос:
  - Евролига (1): 1995/96.
  - Куп Грчке (1): 1996.

### Репрезентативни
- Светско првенство до 19 година:  1987.